# Ctenopteris villosissima
Ctenopteris villosissima là một loài dương xỉ trong họ Polypodiaceae. Loài này được Hook. W.J. Harley mô tả khoa học đầu tiên năm 1955.